# Stephen Lang
Stephen Lang (n. 11 iulie 1952, New York City, New York, SUA) este un actor american. Este cel mai cunoscut pentru roluri în filme precum Manhunter (1986), Gettysburg, Tombstone (ambele din 1993), Gods and Generals (2003), Inamicii publici (2009) sau Omul din întuneric (2016). În afară de aceste roluri, are o carieră pe Broadway și a primit o nominalizare la premiul Tony pentru rolul său în piesa de teatru din 1992 The Speed of Darkness.
A câștigat Premiul Saturn pentru cel mai bun actor într-un rol secundar pentru interpretarea sa din filmul lui James Cameron, Avatar (2009). Din 2004 până în 2006, a fost unul dintre directorii artistici de la Actors Studio.

## Filmografie

### Film
| An   | Titlu                                   | Rol                                       | Note |
| ---- | --------------------------------------- | ----------------------------------------- | --- |
| 1985 | Twice in a Lifetime                     | Keith                                     | |
| 1986 | Band of the Hand                        | Joe Tegra                                 | |
| 1986 | Manhunter                               | Freddy Lounds                             | |
| 1987 | Project X                               | Watts                                     | |
| 1989 | Last Exit to Brooklyn                   | Harry Black                               | |
| 1991 | The Hard Way                            | The Party Crasher                         | |
| 1991 | Another You                             | Dibbs                                     | |
| 1993 | Guilty as Sin                           | Phil Garson                               | |
| 1993 | Gettysburg                              | Maj. Gen. George E. Pickett               | |
| 1993 | The Making of Gettysburg                | Rolul său/Maj. Gen. George E. Pickett     | Documentar video |
| 1993 | Tombstone                               | Ike Clanton                               | |
| 1995 | Tall Tale                               | Jonas Hackett                             | |
| 1995 | The Amazing Panda Adventure             | Dr. Michael Tyler                         | |
| 1996 | Loose Women                             | Prophet Buddy                             | |
| 1996 | Gang in Blue                            | Moose Tavola                              | |
| 1996 | An Occasional Hell                      | Alex Laughton                             | |
| 1997 | Shadow Conspiracy                       | The Agent                                 | |
| 1997 | Niagara, Niagara                        | Claude                                    | |
| 1997 | Fire Down Below                         | Earl Kellogg                              | |
| 1998 | Escape: Human Cargo                     | Aramco Contractor                         | |
| 1999 | The Story of a Bad Boy                  | Spygo                                     | |
| 2000 | Trixie                                  | Jacob Slotnick                            | |
| 2001 | The Proposal                            | Simon Bacig                               | |
| 2002 | D-Tox                                   | Jack Bennett                              | |
| 2002 | The Making of Tombstone                 | Rolul său/Ike Clanton                     | |
| 2003 | The I Inside                            | Mr. Travitt                               | |
| 2003 | Code 11-14                              | Justin Shaw                               | |
| 2003 | Gods and Generals                       | Gen. Thomas "Stonewall" Jackson           | |
| 2003 | Gods and Generals: Journey to the Past  | Rolul său/Gen. Thomas "Stonewall" Jackson | |
| 2006 | The Treatment                           | Coach Galgano                             | |
| 2006 | We Fight to Be Free                     | James Craik                               | |
| 2007 | Save Me                                 | Ted                                       | |
| 2008 | From Mexico with Love                   | Big Al Stevens                            | |
| 2009 | Public Enemies                          | Charles Winstead                          | |
| 2009 | The Men Who Stare at Goats              | General Hopgood                           | |
| 2009 | Avatar                                  | Colonel Miles Quaritch                    | Saturn Award for Best Supporting Actor Nominalizare — Teen Choice Award for Choice Movie Villain Nominalizare — Teen Choice Award for Choice Movie Fight (with Sam Worthington) Nominalizare — MTV Movie Award for Best Villain Nominalizare — MTV Movie Award for Best Fight (with Sam Worthington) Nominalizare — Scream Award for Best Villain |
| 2010 | Christina                               | Inspector Edgar Reinhardt                 | |
| 2010 | False Creek Stories                     | Narrator                                  | |
| 2010 | White Irish Drinkers                    | Patrick Leary                             | |
| 2011 | Conan the Barbarian                     | Khalar Zym                                | |
| 2011 | Someday This Pain Will Be Useful to You | Barry Rogers                              | |
| 2013 | Officer Down                            | Lieutenant Jake LaRussa                   | |
| 2013 | Pawn                                    | Charlie                                   | |
| 2013 | The Gettysburg Story                    | Rolul său/Narator                         | Documentar |
| 2013 | Pioneer                                 | John Ferris                               | |
| 2013 | The Monkey's Paw                        | Tony Cobb                                 | |
| 2013 | The Girl on the Train                   | Det. Lloyd Martin                         | |
| 2014 | The Nut Job                             | King                                      | Voce |
| 2014 | In the Blood                            | Casey                                     | |
| 2014 | Jarhead 2: Field of Fire                | Major James Gavins                        | |
| 2014 | A Good Marriage                         | Holt Ramsey                               | |
| 2014 | Gutshot Straight                        | Duffy                                     | |
| 2014 | 23 Blast                                | Coach Farris                              | |
| 2015 | Exeter                                  | Father Conway                             | |
| 2015 | Band of Robbers                         | Injun Joe                                 | |
| 2015 | Gridlocked                              | Korver                                    | |
| 2015 | Beyond Glory: Tour of Duty              | Rolul său                                 | Documentar |
| 2015 | Isolation                               | William                                   | |
| 2016 | Don't Breathe                           | Norman Nordstrom (The Blind Man)          | |
| 2016 | Beyond Valkyrie: Dawn of the 4th Reich  | Major General Emil F. Reinhardt           | |
| 2017 | Hostiles                                | Colonel Abraham Biggs                     | |
| 2017 | Justice                                 | Mayor Pierce                              | |
| 2018 | Braven                                  | Linden Braven                             | |
| 2018 | Mortal Engines                          | Shrike                                    | |
| 2018 | The Gandhi Murder                       | Sunil Raina                               | |
| 2019 | VFW                                     | Fred Parras                               | |
| 2019 | Rogue Warfare                           | President                                 | |
| 2019 | Rogue Warfare 2: The Hunt               | President                                 | |
| 2020 | Rogue Warfare: Death of a Nation        | President                                 | |
| 2020 | Death in Texas                          | John                                      | |
| 2021 | The Seventh Day                         | Archbishop                                | |
| 2021 | Don't Breathe 2                         | Norman Nordstrom (The Blind Man)          | De asemenea, producător executiv |
| 2022 | Orașul pierdut                          | Fantasy Villain                           | Ca Slang |
| 2022 | Mid-Century †                           | Frederick Banner                          | Terminat De asemenea, producător executiv |
| 2022 | Avatar: The Way of Water †              | Colonel Miles Quaritch                    | Post-producție |
| 2022 | Pep †                                   | Bill Gore                                 | Post-producție |
| 2024 | Avatar 3 †                              | Colonel Miles Quaritch                    | Post-producție |
| TBA  | Old Man †                               |                                           | Post-producție |

### Televiziune
| An        | Titlu                             | Rol                        | Note                                 |
| --------- | --------------------------------- | -------------------------- | ------------------------------------ |
| 1985      | Moartea unui comis-voiajor        | Happy                      | Film TV                              |
| 1986–1988 | Crime Story                       | Avocatul David Abrams      | 26 episoade                          |
| 1989      | The Equalizer                     | Joseph Morrison            | Episodul: "Lullaby of Darkness"      |
| 1991      | Povestea lui Babe Ruth            | Babe Ruth                  | Film TV                              |
| 1992      | Povestea tragediei mele           | Steven Ziegenmeyer         |                                      |
| 1993      | Darkness Before Dawn              | Guy Grand                  | Film TV                              |
| 1994      | Baseball                          | Diverse voci               | Miniserial / documentar de Ken Burns |
| 1995      | Prințul din Bel Air               | Criminal Gun Shooter       | Episodul: "Bullets Over Bel-Air"     |
| 1996      | The West                          | Diverse voci               | Miniserial / documentar de Ken Burns |
| 1997      | La Limita Imposibilului           | Dr. James Houghton         | Episodul: "New Lease"                |
| 1997      | Liberty! The American Revolution  | George Washington          | Voce; 6 episoade                     |
| 1998      | Escape: Human Cargo               | Dennis McNatt              | Film TV produced by Showtime.        |
| 2000      | Running Mates                     | Ron Noble (Financier)      | Uncredited                           |
| 2000–2001 | The Fugitive                      | Ben Charnquist             | 5 episoade                           |
| 2001      | After the Storm                   | Sergeant Major Jim         | Film TV                              |
| 2002      | Ed                                | Jack Foster                | Episodul: "Wheel of Justice"         |
| 2003      | Law & Order: Special Victims Unit | Michael Baxter             | Episodul: "Escape"                   |
| 2005      | Jonny Zero                        | Officer Tanner             | Episodul: "To Serve and to Protect"  |
| 2005      | Law & Order                       | Terry Dorn                 | Episodul: "New York Minute"          |
| 2007      | The Bronx Is Burning              | Inspector Dowd             | 3 episoade                           |
| 2008      | Medal of Honor                    | Narrator                   | Documentar PBS                       |
| 2009      | Law & Order: Criminal Intent      | Axel Kaspers               | Episodul: "Revolution"               |
| 2009      | Psych                             | Mr. Salamatchia            | Episodul: "Shawn Gets the Yips"      |
| 2011      | Terra Nova                        | Commander Nathaniel Taylor | 13 episoade / Rol principal          |
| 2012      | In Plain Sight                    | James Wiley Shannon        | 3 episoade                           |
| 2014–2015 | Salem                             | Increase Mather            | 10 episoade                          |
| 2015      | To Appomattox                     | John Brown                 |                                      |
| 2015–2019 | Into the Badlands                 | Waldo                      | 10 episoade                          |
| 2019      | The Rookie                        | Chief Williams             | Episodul: "The Checklist"            |
| 2021      | Calls                             | Dr. Wheating (voce)        | Episodul: "Leap Year Girl"           |
| 2021      | The Good Fight                    | David Cord                 | 6 episoade                           |